# Larabicus
Larabicus is een monotypisch geslacht van straalvinnige vissen uit de familie van de lipvissen (Labridae). Het geslacht werd voor het eerst wetenschappelijk beschreven in 1973 door John Ernest Randall en Victor G. Springer.

## Soort
- Larabicus quadrilineatus (Rüppell, 1835)